# Vine

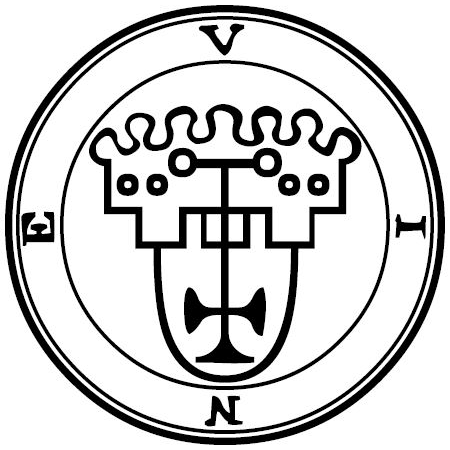
Selo de Vine, no livro The Goetia, do Rei Salomão (1904)

Na demonologia, Vine, é o Fidalgo e também, o Rei do Inferno, e comanda 36 legiões de demônios. Ele pode falar sobre o presente, passado e futuro, descobrir bruxas e coisas ocultas, pode criar tempestades e tornar a água bruto por meio delas, reduzir os muros e construir torres. 
Este demônio, é retratado como um leão segurando uma cobra na mão e cavalgando um cavalo preto.
A etimologia do seu nome, parece ser da palavra latina de 'vinea', vine, que também é o nome dado a uma antiga máquina bélica de madeira e cobertos com couro e ramos, utilizado para derrubar paredes.